# Railway Settlement Roza
Railway Settlement Roza – miasto w północnych Indiach w stanie Uttar Pradesh, na Nizinie Hindustańskiej.
Populacja miasta w 2001 roku wynosiła 10 499 mieszkańców.